# Стила
Сти́ла — село Старобешівської селищної громади Кальміуського району Донецької області, Україна. Населення становить 2199 осіб.

## Загальні відомості
Колишня назва села Вичахала. Одне з поселень греків Приазов'я.
Відстань до райцентру становить близько 15 км і проходить автошляхом Т 0509. Розташоване в кінці Дзержинського водосховища Стила.
Землі села межують із територією с. Новогнатівка Волноваського району Донецької області.
Із 2014 р. внесено до переліку населених пунктів на Сході України, на яких тимчасово не діє українська влада.

## Символіка
1996 року була затверджена символіка села авторства Олега Киричка, яка 2024 року була осучаснена Едуардом Савченко, спеціалістом із символіки Донбасу.
Щит перетнутий пурпуровим і зеленим кольорами, на перетині – пояс з грецьким орнаментом золотого кольору. У нижній частині срібний кінь, що скаче, звернений вправо, запряжений у колісницю, в якій силует чоловіка, що їде стоячи і одягненого в туніку срібного кольору з лавровим вінком на голові. Чоловік тримає у правій витягнутій руці п'ятикутну золоту зірку, а в лівій – поводи. У верхній частині на зеленому полі колоски, голова барана, схрещені 2 кайла. Зірка символізує назву - Стила. Колоски і баран – символи праці, родючости, терпіння, скотарства та розвиненого сільського господарства. Кайла - наявність копальні.

## Історія
Село було засноване 1780 року грецькими переселенцями з Криму.
За даними на 1859 рік у казенному селі Маріупольського грецького округу Олександрівського повіту Катеринославської губернії мешкало 2060 осіб (1060 чоловічої статі та 1000 — жіночої), налічувалось 335 дворових господарств, існувала православна церква.
Станом на 1886 рік у грецькій колонії Гнатівської волості Маріупольського повіту Катеринославської губернії мешкало 2424 особи, налічувалось 450 дворових господарств, існували православна церква, школа, земська поштова станція, 7 лавок, відбувались щорічні ярмарки.
За переписом 1897 року кількість мешканців зросла до 3620 осіб (1938 чоловічої статі та 1682 — жіночої), з яких 3566 — православної віри.
У 1908 році у грецькому поселенні мешкало 4090 осіб (2188 чоловічої статі та 1902 — жіночої), налічувалось 658 дворових господарств.
З 1916 року — центр Стильської волості.
У 1920 році утворено Стильську сільську раду. 16 березня 1921 рано вранці загін махновця Кожи зайняв Стилу. У селі повстанці розгромили сільраду, знищили всі справи, зарубали волвоєнкома і 12 міліціонерів. 17 березня повстанці покинули село.
З 1923 по 1925 рр. існував і Стильський район (у 1923—1924 роках з центром в селі Стила).

## Війна на сході України
Під час російсько-української війни 2014-2015-го біля села проходили бойові дії, при відході з Іловайського котла загинув старший сержант 51-ї бригади Марфіч Михайло Васильович, солдат 42-го батальйону тероборони Олександр Сороковий.

## Населення
За даними перепису 2001 року населення села становило 2199 осіб, із них 3,23 % зазначили рідною мову українську, 87,49 % — російську, 8,96 % — грецьку, 0,23 % — вірменську та 0,05 % — молдовську мову.

## Пам'ятки
Неподалік від села розташована геологічна пам'ятка природи загальнодержавного значення Стильське відслонення.

## Культура
Село Стила 1993 року приймало міжнародний фестиваль грецької культури «Мега-Йорти» імені Доната Патричі.

## Відомі люди
- Джеймс Костянтин Темертей — підприємець, меценат.
- Колесник-Ратушна Ганна (нар. 1935) — оперна співачка.
- Шемчук Людмила Степанівна (нар. 1946) — оперна співачка.
- Баєв Георгій Федорович — ректор інституту.
- Балакай Володимир Ілліч — поет.
- Гудінов Іван Дмитрович — відомий лікар.
- Єфименко Сергій Федорович — художник.
- Кукоз Федір Іванович — вчений-хімік, академік.
- Лоскутова Тамара Миколаївна — трактористка.
- Недбайло Євген Петрович — ректор інституту.
- Палько Федір Васильович — заслужений учитель.
- Тюрін Геннадій Олексійович — відомий лікар.
- Челах Софія Костянтинівна — поет.
- Чирах Савелій Георгійович — відомий лікар.
- Чирах Савелій Харлампійович — відомий лікар.
- Шаповалова Ніна Георгіївна — заслужений учитель.